# Стефан Маджиров
Стефан Георгиев Маджиров е български революционер, деец и четник на Вътрешната македонска революционна организация в Светиврачко.

## Биография
Стефан Георгиев Маджиров е роден в село Рожен, Светиврачко, в семейството на комитата Георги Маджиров и Петра Цветкова. Двамата имат 8 деца от тях 5 живи, като Стефан е кръстен на дядо си Стефан Георгиев Маджиров от село Рожен. Неговият брат Лазар Маджиров е изтъкнат български революционер и активист на ВМРО, той живее в Кромидово, Петричко и поддържа кореспонденция с Иван Михайлов зад граница. 
Стефан Маджиров като член на ВМРО активно участва в Неврокопската акция заедно с баща си Георги Маджиров - Маджира, като през 1934 год. и двамата са в Горноджумайския затвор за убийството на комуниста Стоян Стоянов. Стефан Маджиров се похвалил в затвора, че имал негов другар при противника, който му отворил да извърши убийство. За тази храброст го наградили от ВМРО с домашен отпуск и един костюм елегантни дрехи, за да не бъде подозиран. Баща му бил изпратен на лечение в София за краката, защото не може да се движи надалеко.
След ареста на Лазар Маджиров от двама стражари, Стефан Маджиров и баща му Георги ги причакали докато го карали в Мелнишкото дере, убили единия стражар и го освободили. Другият стражар бил избягал.
В сигнал до гарнизонния началник на гр. Свети Врач се посочва информация, че Стефан Маджиров заедно с баща си Георги и брат му  Лазар са извършили много престъпления от основаването на ВМРО. Изпълнение на смъртни присъди от Организацията в село Храсна на вършилата на учителя Стоян Стоянов и кмета Стоил Николов от село Горно Спанчево, четири момчета от село Храсна между селата Кашина и Рожен в местността „Дупчен камък“. Освен тях има още тридесет други такива случаи, повечето са закопани около Роженския манастир. Жертвите са докарвани вързани от Петрички окръг, даже и от България.